# Klub Baby-Sitters
Klub Baby-Sitters (oryg. The Baby-Sitters Club), to seria książeczek dla dziewcząt w wieku około 13 lat, autorstwa Ann M. Martin. Z czasem, dołączyli do niej inni pisarze (m.in. Peter Lerangis) jako ghostwriterzy.
Książki opowiadają o perypetiach kilku młodych Amerykanek, dorabiających jako opiekunki do dzieci.

## Historia
Książki powstawały regularnie od 1986 do 1999 roku i w samej tylko "oryginalnej" serii powstało ich zdecydowanie ponad 100 tomów. Oprócz wspomnianej serii "pierwotnej", autorka stworzyła kilka kolejnych (spin-offów).
- Seria oryginalna – 131 tomów, powstałych w latach 1986-1999. Tylko pierwsze 43 napisała faktycznie Martin;
- Super Specials – 15 tomów, w latach 1989-1998;
- Baby-sitters Club Mysteries – 36 tomów, w latach 1991–1998;
- Super Mysteries – 4 tomy, w latach 1995–1997;
- Special Edition Readers’ Requests – 3 tomy, w latach 1992–1994;
- Portrait Collections – 6 tomów, w latach 1994–1998;
- Baby-sitters Club Friends Forever – 14 tomów;
- Baby-Sitters Little Sister – 122 tomy;
- The Kids in Ms. Colman's Class – 12 tomów, w latach 1995–1998;
- California Diaries – 15 tomów;
- The Summer Before – od 2010 roku.

Na bazie popularności cyklu wydano liczne inne pozycje (m.in. książkę ze zdjęciami wszystkich okładek, przewodnik dla opiekunek do dzieci, skróconą wersję obrazkową itp.).

### Klub Baby-Sittersw Polsce
W Polsce ukazały się prawdopodobnie zaledwie trzy pierwsze tomy, choć zapowiadane były kolejne.
1. Wspaniały pomysł Kristy (Kristy’s Great Idea)
2. Claudia, telefon i człowiek-widmo (Claudia and the Phantom Phone Calls)
3. Cała prawda o Stacy (The Truth About Stacey)
4. Z dużej chmury mały deszcz (Mary Anne Saves the Day) – zapowiedziane, lecz nie wydane
5. Dawn i nieznośna trójka (Dawn and the Impossible Three) – zapowiedziane, lecz nie wydane

## Ekranizacje
Powiastki te zostały trzykrotnie sfilmowane – w roku 1990 w formie krótkotrwałego serialu telewizyjnego, w 1995 jako film telewizyjny oraz ponownie jako serial na platformy streamingowe w roku 2020.